# Гизберт III фон Бронкхорст
Гизберт III (Гизелберт II) фон Бронкхорст (на немски: Gisbert III von Brockhorst; Giselbert II von Bronckhorst; на немски: Gijsbert III van Bronckhorst; † 28 февруари 1241) е господар на Бронкхорст и Рекхайм/Рекем (в Ланакен, Белгия).

## Произход
Той е син на Вилхелм I фон Бронкхорст († сл. 1226) и съпругата му Гертруд. Внук е на Гизберт I фон Бронкхорст († сл. 1140) и съпругата му Рош. Близък е с Вилбранд фон Олденбург, епископ на Падерборн (1211 – 1233) и Утрехт (1227 – 1233).

## Фамилия
Гизберт III фон Бронкхорст се жени пр. 1230 г. за Кунигунда фон Олденбург († сл. 1264/ок. 1290), дъщеря на граф Мориц I фон Олденбург († сл. 1209) и Салома фон Аре-Хохщаден-Викрат. Те имат децата:
- Вилхелм II фон Бронкхорст († 1290), женен за Ермгард ван Рандероде († сл. 1264)
- Гизелберт фон Брункхорст († 18 ноември 1306), архиепископ на Бремен (1273 – 1306)
- Ода фон Брункхорст, омъжена за Йохан Шеларт

## Галерия
- Бившият дворец в Бронкхорст
- Дворец Рекхайм/Рекем (1626)